# 프랜시스 스펠먼
프랜시스 조지프 스펠먼(영어: Francis Joseph Spellman, 1889년 5월 4일 ~ 1967년 12월 2일)은 미국 가톨릭교회의 추기경이다. 보스턴 대교구 보좌주교(1932-1939)와 뉴욕대교구 제6대 대교구장(1939-1967)을 지냈으며, 1946년에 추기경에 서임되었다.

## 같이 보기
- 미국의 로마 가톨릭교회
- 로마 가톨릭교회의 교계제도